# Osbert Potter

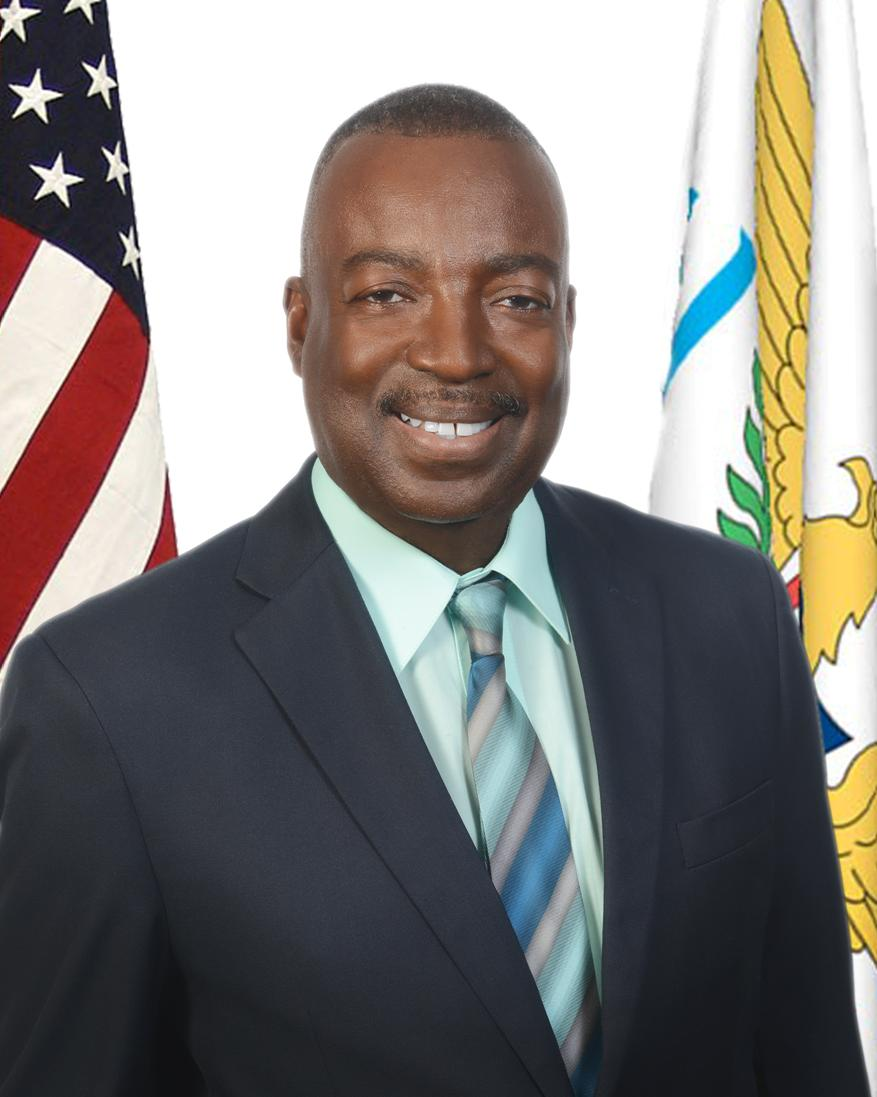
Osbert Potter (2015)

Osbert Potter (* 8. Mai 1956 in Tortola, Britische Jungferninseln) ist ein US-amerikanischer parteiloser Politiker. Er war von 2015 bis 2019 der elfte Vizegouverneur der Amerikanischen Jungferninseln.

## Biografie
Osbert Potter wurde als drittes von acht Kindern von Margaret und Cecil Potter auf der Insel Tortola, Britische Jungferninseln, geboren. Im Alter von 10 Jahren zog er auf die Insel Saint Thomas. Später besuchte er die Charlotte Amalie High School, die er 1974 abschloss. Er setzte seine Ausbildung an der University of the Virgin Islands fort und schloss sie 1978 mit einem Bachelor of Arts in Betriebswirtschaft mit Schwerpunkt Finanzen ab.
Von 1978 bis 1992 war er Teilzeit-Dozent an der University of the Virgin Islands. Später kämpfte er erfolgreich für einen Sitz in der Legislative der Jungferninseln und wurde 1992 bzw. 1994 in die 20. und 21. Legislaturperiode gewählt. Während seiner Amtszeit diente er als Vorsitzender des Ausschusses für wirtschaftliche Entwicklung, Landwirtschaft und Verbraucherschutz. Potter trat 1985 der Virgin Islands National Guard bei und diente 23 Jahre lang. Im Jahr 2004 wurde er als Leiter von WTJX-TV eingestellt, der einzigen PBS-Filiale im Territorium.